# Thyreus novaehollandiae
Thyreus novaehollandiae là một loài Hymenoptera trong họ Apidae. Loài này được Lepeletier mô tả khoa học năm 1841.